# Formsignal

Formvor- und Formhauptsignale der DB. Die Vorsignale sind als orange Scheiben-, die Hauptsignale als Flügelsignale ausgebildet.

Formsignale sind mechanische Eisenbahnsignale, bei denen der Signalbegriff durch bewegliche Elemente – meist Tafeln oder Flügel – dargestellt wird. Die Formsignale wurden bei den meisten Eisenbahnen der Welt vollständig durch Lichtsignale abgelöst. 
Im deutschen Sprachraum sind Formsignale in allen Ländern außer Deutschland bis auf eine einstellige Anzahl verschwunden. In Deutschland sind sie jedoch insbesondere im früheren Gebiet der Deutschen Bundesbahn in West- und Süddeutschland trotz ihres hohen Wartungsaufwandes noch weit verbreitet. Eine Anbindung modernerer Signalbauarten an mechanische sowie elektromechanische Stellwerke der Altbauarten – wie in anderen europäischen Ländern – erfolgte dort nie.

## Geschichte
Formsignale werden seit der Anfangszeit der Eisenbahn nach dem Vorbild der optischen Telegrafie verwendet. Die ersten Signale bestanden aus Flaggen oder Kugeln, die an Masten heraufgezogen oder herabgelassen werden konnten. Bald kamen auch Scheiben auf, die entweder aufgerichtet und frontal sichtbar waren oder weggeklappt werden konnten, sodass sie vom Gleis aus nicht mehr sichtbar waren. Dieses System bildet die Grundlage des vereinheitlichten Formsignalsystems in Frankreich und wird auch bei den deutschen Formvorsignalen verwendet. Das Flügelsignal war eine Übernahme ähnlicher Instrumente aus der Seefahrt.
Neben den unter sich ähnlichen mitteleuropäischen Signalsystemen, die neben Deutschland, Österreich, der Schweiz auch in weiteren östlich angrenzenden Ländern verwandt wurden, entstand das französische System, das neben Spanien und Portugal auch in den französischen Kolonien angewandt wurde. Das britische Signalsystem fand über das britische Kolonialreich weltweite Verbreitung und war auch bestimmend für die Hauptsignalsysteme in Italien, den Niederlanden, Japan und Amerika.

## Bauarten
- Korbsignale bestanden aus einem galgenförmigen Gestell, an dem ballonähnliche Körbe und später auch Scheiben oder Tafeln aufgezogen wurden. Sie dienten ursprünglich als optische Telegraphen zur Übertragung von Nachrichten zwischen den Bahnwärtern.[2]

- Jalousiesignale bestanden aus mehreren Lamellen, die im geschlossenen Zustand eine Fläche bildeten. Von einem vorbeifahrenden Zug wurde dieses Signale automatisch über eine Mechanik geschlossen. Beim folgenden Signal betätigte der Zug einen Taster an den Schienen, der das Signal auf elektrischem Weg wieder öffnete.[3] Das Jalousiesignal ist das älteste selbstständige Blocksignal, das auf europäischen Vollbahnen praktisch verwendet wurde.[4]

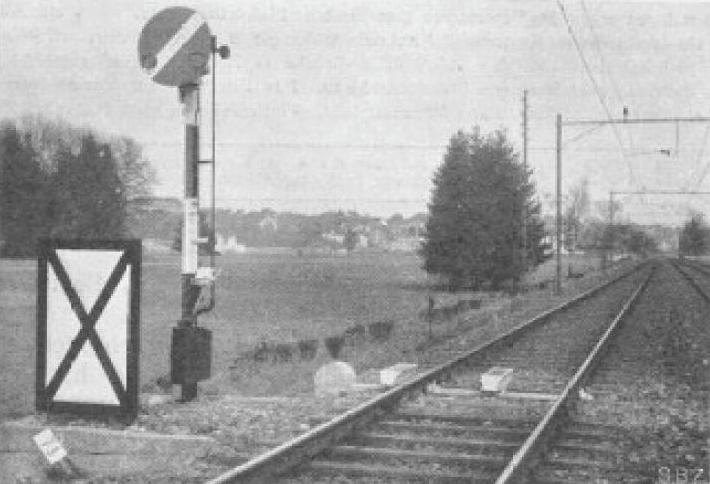
Schweizer Scheibensignal mit einer Vorsignaltafel in den 1930er Jahren. Solche Vorsignaltafeln wurden im Schweizer Eisenbahnjargon als Trauerbrief bezeichnet.

- Scheibensignale haben meistens eine viereckige oder runde Form. Wendescheiben werden um eine senkrechte, Klappscheiben um eine waagrechte Achse gedreht. Sie zeigen dem Zug in der einen Stellung die volle Fläche, in der anderen nur die schmale Kante der Scheibe.[6] Sehr alt ist die Hippsche Wendescheibe; die erste kam 1862 in Betrieb. Bei der Rhätischen Bahn blieben einzelne bis in die 1980er Jahre im Einsatz.[7]

Scheibensignale sind nur dann deutlich sichtbar, wenn die volle Fläche dem Lokomotivführer zugekehrt ist. Dieser Mangel wird bei einem Scheibenvorsignal durch die Vereinigung mit einem Flügelhauptsignal oder mit einer Vorsignaltafel vermieden. Bei den deutschen Bahnen kommen Klappscheiben selbständig oder in Verbindung mit Flügelhauptsignalen als Formvorsignale vor, was auch in der Schweiz oft der Fall war. In Österreich waren auch die Verschubsignale Scheibensignale, mit einer auf der Spitze stehenden quadratischen Scheibe.
- Bei Flügelsignalen wird das Signalzeichen durch die Stellung eines oder mehrerer beweglicher Flügel zu einem festen Mast gebildet. Als Signalzeichen für die verschiedenen Signalbegriffe dient die waagrechte Lage des Flügels, seine Stellung unter 45° nach oben oder nach unten und die senkrechte Lage des Flügels nach oben oder unten. Die Form der Flügel ist im Allgemeinen ein längliches Rechteck, dessen dem Mast abgekehrtes Ende rechtwinklig abgeschnitten, pfeilförmig oder schwalbenschwanzförmig ausgebildet oder auch kreisförmig gestaltet ist. Diese Ausbildung des Flügelendes kann dazu dienen, neben dem durch die Flügelstellung ausgedrückten Signalbegriff noch besondere Angaben über den Fahrweg oder die zulässige Fahrgeschwindigkeit zu machen.[6] Flügelsignale sind gegenüber Scheibensignalen auch in Fahrtstellung gut sichtbar.[3]

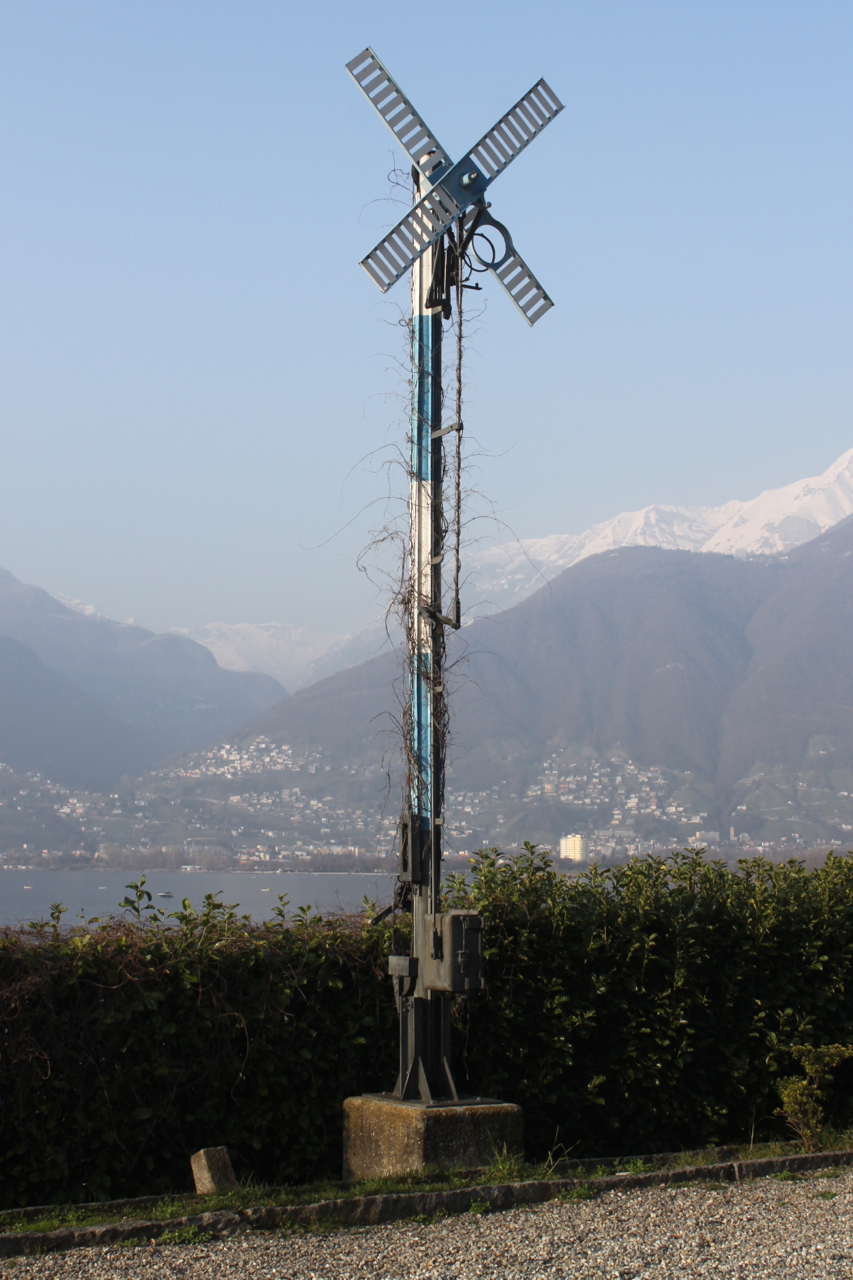
Ausgedientes Kreuzsignal in der Schweiz

- Kreuzsignale wurden in der Schweiz, früher auch in Süddeutschland[9] als Rangiersignale verwendet. Sie bestehen aus zwei Flügeln, die an einem Mast drehbar um eine gemeinsame, durch ihre Mitte gehende Achse gelagert sind. Liegen beide Flügel rechtwinklig zueinander und bilden ein um 45° geneigtes Kreuz, ist das Rangieren verboten. Ist Rangieren erlaubt, stehen beide Arme lotrecht hintereinander.[10]

## Signalantrieb
Formsignale werden meist mechanisch von mechanischen Stellwerken über Stellleitungen gestellt. Als Übertragungseinrichtung zwischen der Stellbewegung der Stellleitung und dem Gestänge des Formsignals dient der sogenannte Signalantrieb. Bei besonders langen Stellentfernungen und generell in elektromechanischen Stellwerken werden elektrische Signalantriebe verwendet. Alternativ wurden früher auch elektrisch gesteuerte Antriebe benutzt, die Druckgas (CO2) aus Stahlflaschen, welche am Standort des Signals in besonderen Schränken untergebracht waren, als Antriebsmittel verwendeten.

### Mechanischer Signalantrieb

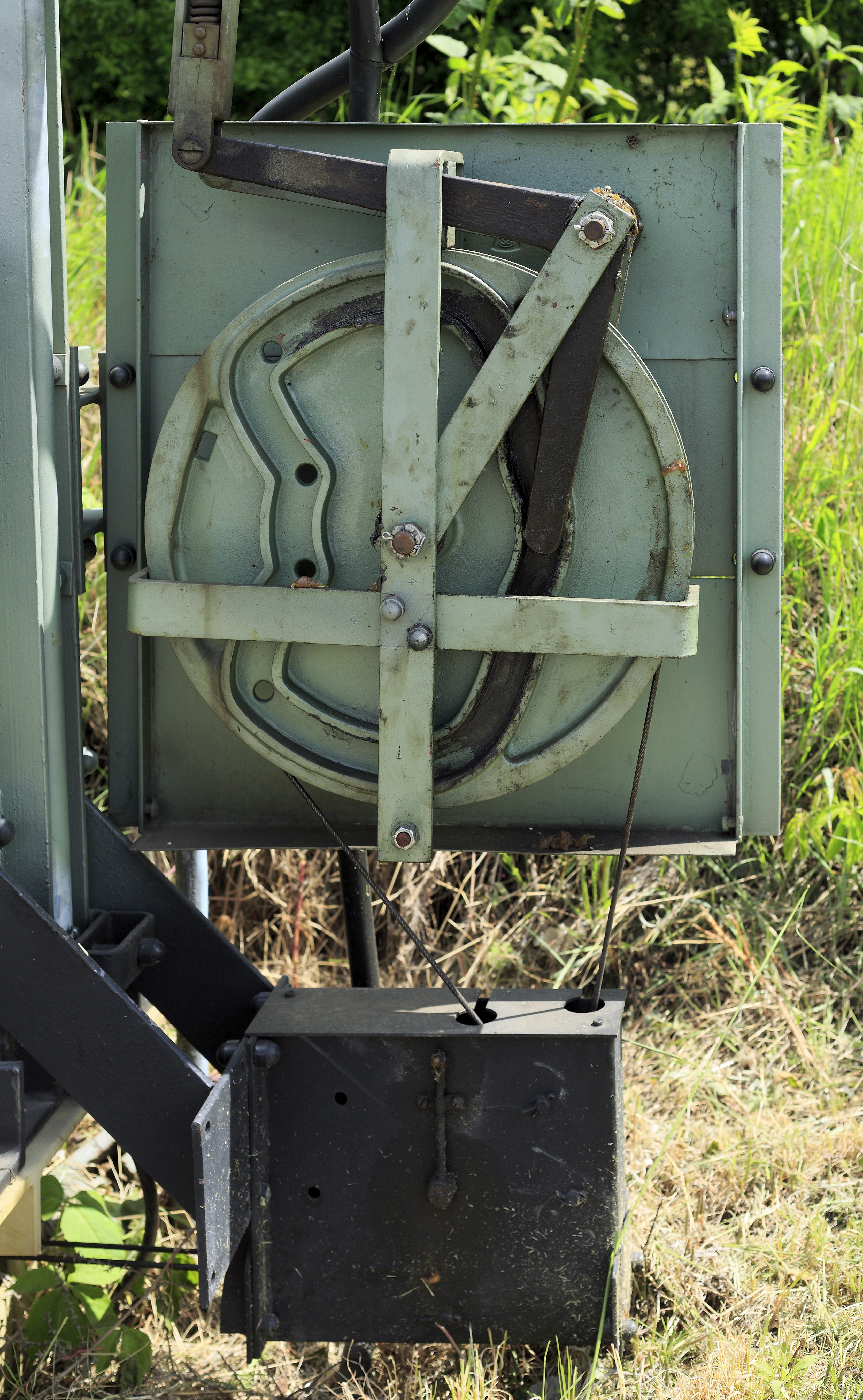
Mechanischer Endsignalantrieb, Einheitsbauart

Als Stellleitungen zur Fernstellung der Formsignale werden in Deutschland und Österreich praktisch ausschließlich Doppeldrahtzugleitungen verwendet. Insbesondere britische Stellwerkshersteller verwendeten Einfachdrahtzugleitungen. Zur Rückstellung in die Haltlage dient in diesen Fällen ein die Leitung spannendes Gewicht. Die Drahtzugleitung wird bei vielen Bauarten durch ein Spannwerk, das Längenänderungen infolge von Temperaturschwankungen ausgleicht, unter gleichmäßiger Zugspannung gehalten. Solche Spannwerke sind so konstruiert, dass bei einem Bruch der Stellleitung die herabfallenden Spanngewichte den Signalantrieb gegen einen Endanschlag in die Haltlage bzw. die restriktivste verfügbare Stellung ziehen und ihn dort festhalten. So wird sichergestellt, dass einem Zug nicht fehlerhaft ein Fahrtbegriff angezeigt und ihm so z. B. die Einfahrt in einen durch einen anderen Zug besetzten Streckenabschnitt gestattet wird.
Wenn Haupt- und Vorsignal in eine gemeinsame Leitung eingebunden sind, was insbesondere in der Schweiz, bei der preußischen Staatsbahn, der Deutschen Reichsbahn bis Kriegsende und der Deutschen Bundesbahn üblich war, gelangen beim Drahtbruch zwischen Stellwerk und Hauptsignal beide Signale in Haltlage. Reißt die Leitung zwischen Haupt- und Vorsignal, fällt das Spannwerk nur etwa um den halben Weg. Das Vorsignal wird in Warnstellung festgehalten, das Hauptsignal bleibt stellbar. Zur Vermeidung von Hubverlust bei schwergängigen Leitungen sind die Spannwerke mit einer Klemmvorrichtung ausgerüstet. Diese setzt das Spannwerk während der Stellbewegung fest. Werden Vor- und Hauptsignal in eine gemeinsame Leitung eingebunden, erhält das Hauptsignal einen Durchgangssignalantrieb mit zwei getrennten Seil- und einer zusätzlichen Stellscheibe mit den Stellrinnen. Ein Wendegetriebe gleicht temperaturbedingte Längenänderungen der Stellleitung, bei denen sich die Seilscheiben gegensinnig bewegen, aus. Beim Stellen bewegen sich beide Seilscheiben gleichsinnig, dabei nimmt das Wendegetriebe die Stellscheibe mit. Wegen der erforderlichen großen Abwicklungsfähigkeit bei einem Drahtbruch zwischen Vor- und Hauptsignal erhalten Vorsignale eine Stirnradübersetzung von 1:3 zwischen Seil- und Stellscheibe. Aus Gründen der Einheitlichkeit werden diese Vorsignalantriebe auch bei einzeln gestellten Vorsignalen verwendet.
Bei anderen Bauformen, beispielsweise 5007 von Siemens, die im alten Österreich und den Nachfolgestaaten üblich ist, gibt es üblicherweise keine Spannwerke in den Drahtzugleitungen. Die Antriebe gleichen den Hubverlust in den Leitungen durch Leerwege in Halt- und Fahrtstellung aus. Der Haltfall bei Drahtbruch insbesondere des Nachlassdrahtes wird durch einen beim Entspannen eines Stranges auslösenden Antriebshebel und Gewichte bewirkt. Bei langen Leitungen sorgt ein Drahtnachziehhebel in der Nähe des Signalstandortes dafür, dass der gerissene Strang auch dann, wenn der Drahtbruch direkt am Hebel eintritt, so locker wird, dass die Sicherheitseinrichtung auslöst. Gemeinsame Leitungen für Haupt- und Vorsignal gibt es bei diesen Bauarten nicht.
Formsignale deutscher Bauformen werden mit Gewichten an den Flügelgrundplatten und Ausgleichshebeln nach dem Aufstellen so ausgewogen, dass die Flügel beim Lösen jedes Bolzens des Gestänges durch ihr Eigengewicht in die Haltlage gelangen.

### Elektrischer Signalantrieb

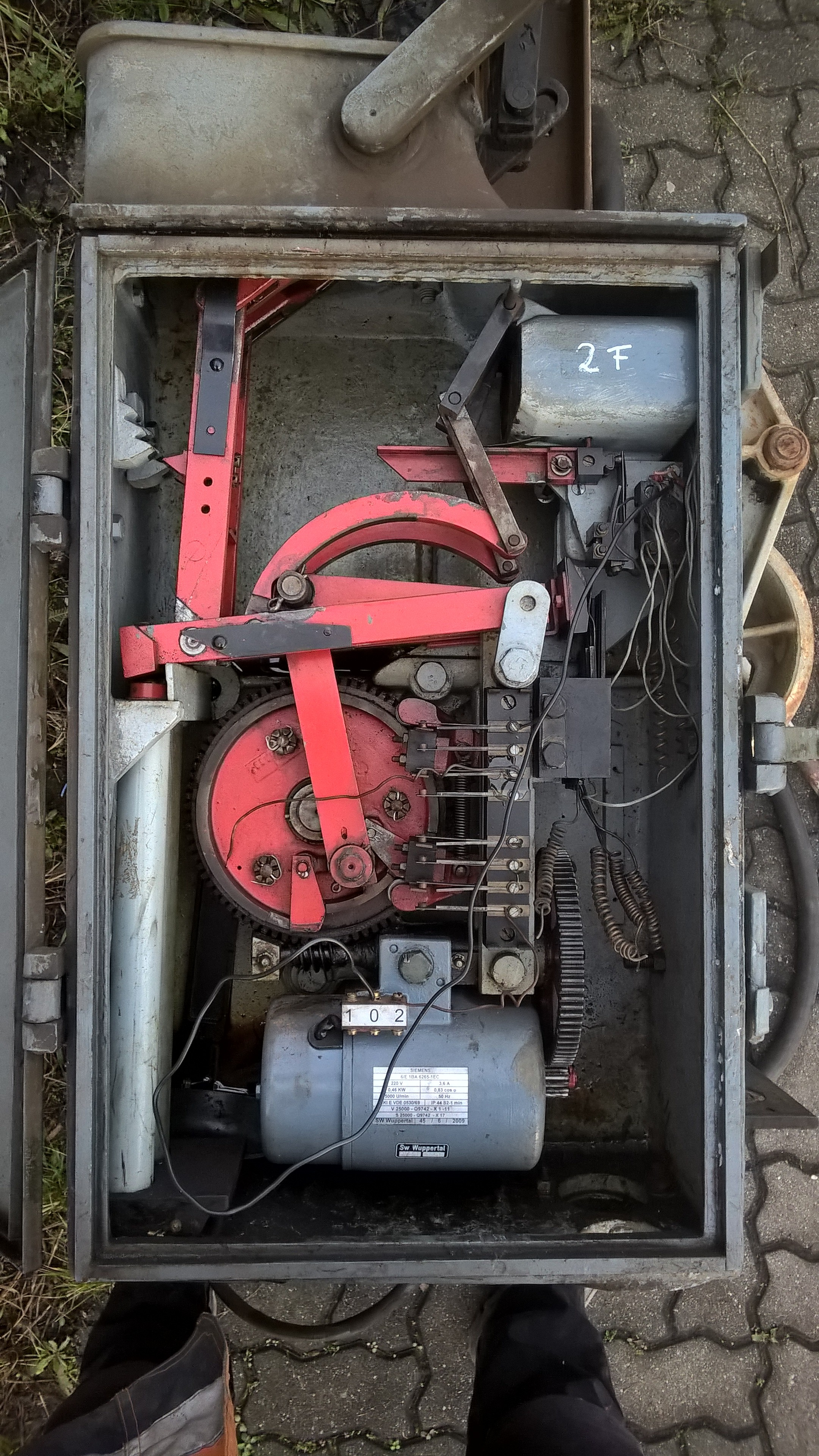
Elektrischer Hauptsignalantrieb

Beim elektrischen Signalantrieb werden die Kräfte zum Umstellen des Formsignals elektrisch erzeugt. Die Stelleinrichtung besteht aus einem Reihenschlussmotor, dem Getriebe sowie der Schalteinrichtung. Wie bei den Weichenantrieben wurden ursprünglich Gleichstrommotoren mit je einer Feldwicklung für den Fahrt- und Haltlauf eingesetzt. Über ein Getriebe wird eine Triebscheibe oder ein Zahnradsegment bewegt, die ihrerseits die Signalflügel bewegen. Kontakte an diesen Teilen steuern Kontakte, die das Abschalten des Stellstromes bewirken. Zusätzlich ist eine Rutschkupplung vorhanden, die den Antrieb schützt, wenn das Signal durch mechanische Blockierungen insbesondere nicht die Endlage der Fahrtstellung erreicht. Durch den nicht abgeschalteten Stellstrom und den erhöhten Motorstrom beim den Lauf gegen die Rutschkupplung schmilzt in einem derartigen Fall nach einiger Zeit die Stellstromsicherung im Hebelwerk ab.
Neben den Signalantrieben für Haupt- und Vorsignale gibt es auch sogenannte Nebensignalantriebe für Verschub-, Gleissperr- und Deckungssignale. Bei diesen entsprechen Motor, Getriebe und die Antriebskontakte i. d. R. einem Hauptsignalantrieb, es gibt jedoch keine Haltfallvorrichtung.

### Haltfallvorrichtung
Die meisten Formsignale muss ein Stellwerker durch Zurückstellen des Hebels wieder in die Haltstellung bringen. Ausfahrsignale, bei denen Durchfahrten zugelassen sind, Gruppenausfahrsignale und Blocksignale von Abzweigstellen, bei denen eine der abzweigenden Strecken nicht mit Streckenblock ausgerüstet sind sowie deren Vorsignale erhielten schon früh Einrichtungen für den selbsttätigen Haltfall (sogenannte Haltfallvorrichtungen), mit denen sich ein vorbeigefahrener Zug selbst decken kann. Bei allen anderen Signalen erfolgt die Deckung durch den Streckenblock und damit das rückgelegene Ausfahrsignal. Dabei wurden sowohl mechanische wie auch elektrische Einrichtungen verwendet. In Deutschland wurden fast ausschließlich elektrische Flügel- (bei Hauptsignalen) bzw. Scheibenkupplungen (bei Vorsignalen) benutzt. Beide Kupplungen sind konstruktiv identisch, nur die Kontaktbestückung weicht ab. Die Flügelkupplung ist in die Verbindung zwischen Signalantrieb und dem Ausgleichshebel eingebunden. Sie enthält neben dem Antriebs- und Flügelhebel einen Elektromagnet (den Kuppelmagnet), dessen Anker in angezogener Lage beide Hebel miteinander verbindet. Der Kuppelstrom wird mit dem Eintreten der Fahrstraßenfestlegung angeschaltet. Wird der Kuppelstrom durch Befahren der Zugeinwirkungsstelle hinter dem Signalstandort oder durch eine Störung unterbrochen, fällt der Anker ab, trennt die Verbindung und der Signalflügel fällt durch sein Eigengewicht in die Haltlage. Eine vom Anker der Flügelkupplung gesteuerte Sperrklinke verhindert, dass das Signal in dieser Lage durch Ziehen an der Stellstange wieder in Fahrtstellung gebracht werden kann. Ein ölgefüllter Stoßdämpfer, die sogenannte Flügelbremse, dämpft den fallenden Signalflügel. Eine Flügelkupplung der Einheitsbauart enthält drei Einbauplätze für Walzenkontakte mit je zwei Kontaktsätzen, die mit unterschiedlichen Kontaktplättchen als Öffner oder Schließer bestückt werden können. Der obere Kontaktsatz wird üblicherweise vom Anker des Kuppelmagnetes bewegt, die beiden anderen vom Flügelhebel. Darüber wird beispielsweise die Steuerung von Gleismagneten der Zugbeeinflussung, Vorsignalen, die Hochsteuerung von rückgelegenen Hauptsignalen und die Überwachung der Haltstellung realisiert. Besondere Flügelstromschließer sind damit bei Signalen mit Flügelkupplungen in der Regel nicht erforderlich.
Bei elektrischen Hauptsignalantrieben ist die Funktion der Flügel- oder Scheibenkupplung immer vorhanden. Damit im Störungsfall einer der beiden Kuppelmagnete bei zweiflügelig ungekuppelten Hauptsignalen kein unsinniger (erster Flügel in Halt-, zweiter in Fahrtstellung) oder zu hoher Fahrtbegriff (Hp 1 statt Hp 2) erscheint, sind elektrische Hauptsignalantriebe mit einer elektrischen und mechanischen Flügelabhängigkeit ausgerüstet. Die mechanische Flügelabhängigkeit drückt den ersten Flügel mit in Fahrtstellung, wenn nur der Kuppelmagnet des zweiten Flügels erregt wird. Die elektrische Flügelabhängigkeit in Form eines zusätzlichen Kontaktes unterbricht den Kuppelstromkreis des ersten Flügels, wenn bei Hp 2 der zweite Flügel nicht mit in Fahrtstellung kommt oder zur Unzeit auf Halt fällt.
Durch die generelle Ausrüstung mit Flügelkupplungseinrichtungen ist es bei elektromechanischen Stellwerken möglich, die Signalabhängigkeit nicht nur beim Festlegen zu überwachen, sondern während der gesamten Zeit, in der ein Signal auf Fahrt steht. Ein Unterbrechen des Überwachungsstromkreises an jeder Stelle, das betrifft auch zustimmende Stellwerke, bewirkt immer den sofortigen Haltfall des Startsignals.

## Nachtzeichen
Zusätzlich zu beweglichen Elementen verfügen Formsignale auch oft über Laternen, die bei Nacht oder schlechter Sicht den Signalbegriff durch farbige Lichtpunkte darstellen, die sogenannten Nachtzeichen. Durch bewegliche Farbfilter, die sogenannte Blendeneinrichtung, können die Lichtpunkte abgedunkelt oder die abgestrahlte Farbe gewechselt werden. Zur einfacheren Wartung sind die Laternen und Blenden herablassbar am Laternenaufzug angebracht. Als Leuchtmittel wurden ursprünglich Petroleumlampen verwendet, die jedoch täglich gewartet, befüllt und rechtzeitig entzündet werden mussten und nicht ungefährlich waren. Bei heftigen Bewegungen der Signalmechanik konnte es vorkommen, dass Petroleum hochgeschleudert wurde, sich am Docht entzündete und eine Laternenexplosion verursachte. Deshalb wurden nach dem Zweiten Weltkrieg Propangaslaternen eingeführt, die in der Regel mit einer Flasche sechs Wochen leuchten und nicht auf diese Weise explodieren konnten. Um das Verlöschen eines Lichtpunktes vom Stellwerk und damit in der Regel von hinten erkennen zu können, weisen klassische Signallaternen auf der Rückseite eine zusätzliche Lichtaustrittsöffnung mit einer Opalglasscheibe auf. In Fahrtstellung des betreffenden Flügels oder der Vorsignalscheibe werden diese Rücklichter durch eine Blende mit einer deutlich kleineren Öffnung verdeckt, aus dem betreffenden Lichtpunkt wird ein Sternlicht. Insbesondere bei elektromechanischen Stellwerken werden die Signale elektrisch beleuchtet, Stromversorgung und Kabel waren in diesem Fall bereits vorhanden. In den 1990er Jahren stellte man die Signalbeleuchtung flächendeckend auf wartungsarme Leuchtdioden um, die bei vorhandenen freien Kabeladern aus dem Netz, ansonsten dezentral durch Solarzellen und Akkus gespeist werden. Bei neu aufgestellten deutschen Formsignalen wird der Laternenaufzug nicht mehr eingebaut, die Laternenschlitten werden in der oberen Lage festgelegt geliefert. Die nach hinten weisenden weißen Lichtpunkte gibt es bei LED-Laternen nicht mehr. Als Schutz vor der Verfälschung eines Nachtzeichen durch den Ausfall einer Laterne sind die LED-Lichtpunkte an zweiflügeligen Hauptsignalen und Vorsignalen mit zwei Laternen in Reihe geschaltet. Damit erlöschen im Störungsfall beide und es kann nicht zu einer fehlerhaften Signalaufwertung kommen. Ist das Tagzeichen eines Formsignals bei erloschenem Nachtzeichen eindeutig erkennbar, dann gilt dieses.

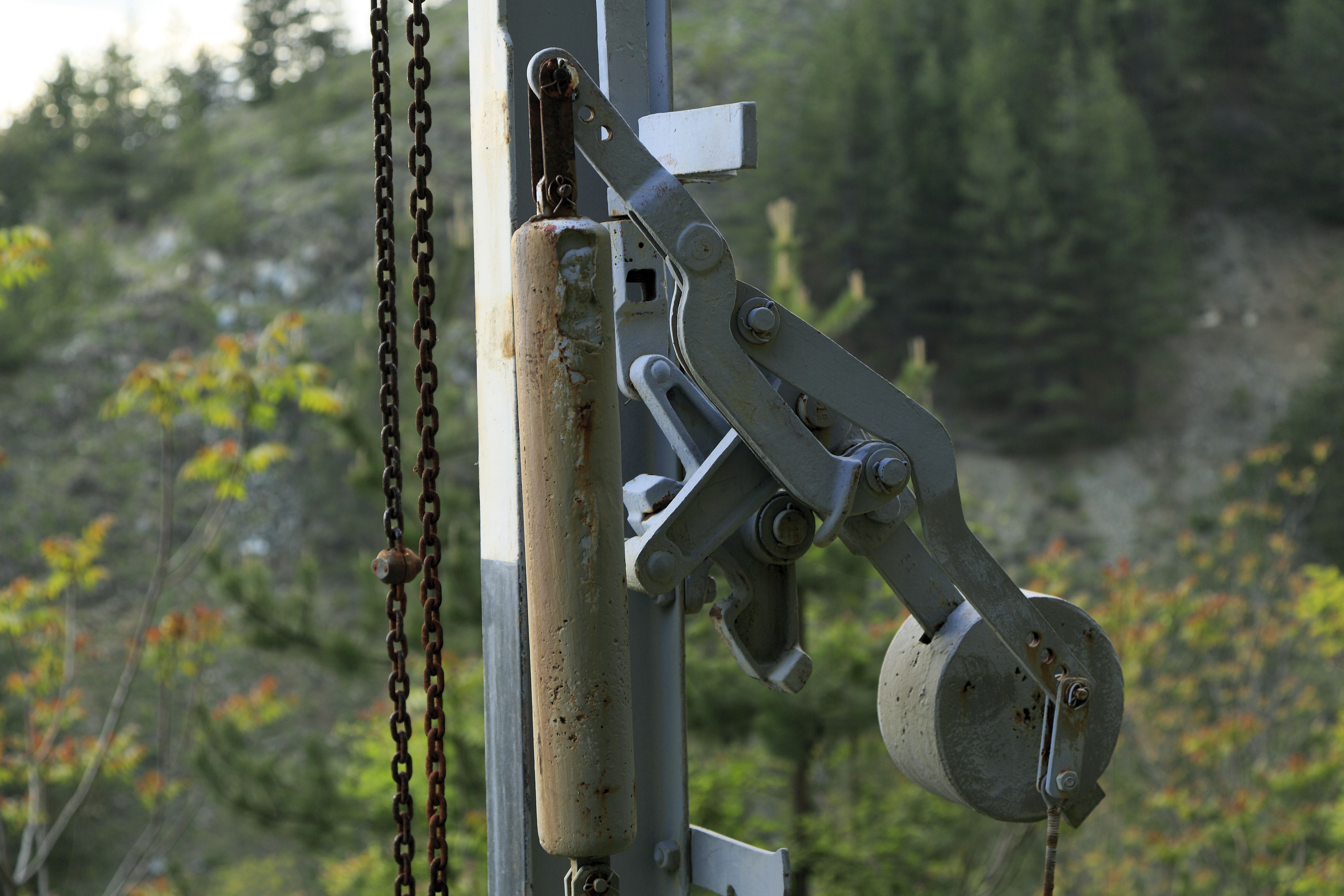
Vorsignalantrieb österreichischer Bauform

In Österreich wurden Nachtzeichen durch Lichtpunkte abgeschafft. Signalflügel und -scheiben werden rückstrahlend ausgeführt. Der Triebfahrzeugführer erkennt ihre Stellung durch Anstrahlen mit der Fahrzeugbeleuchtung. Möglich wurde dies durch die Ausrüstung sämtlicher Triebfahrzeuge und Steuerwagen mit leistungsfähigen Scheinwerfern.

## Formsignale in verschiedenen Ländern

### Deutschland

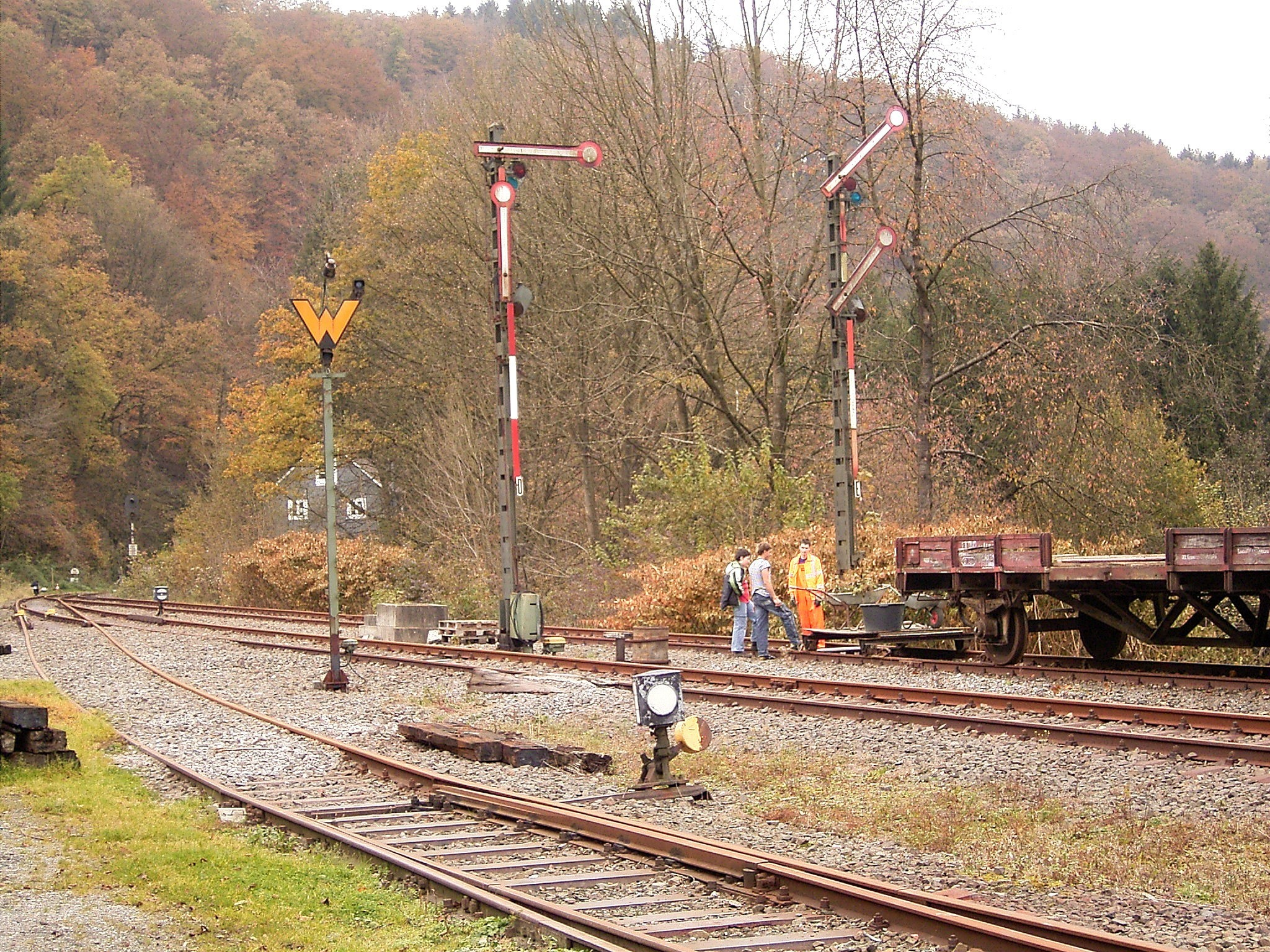
DB-Formsignale im Museumsbahnhof Dahlhausen (Wupper)

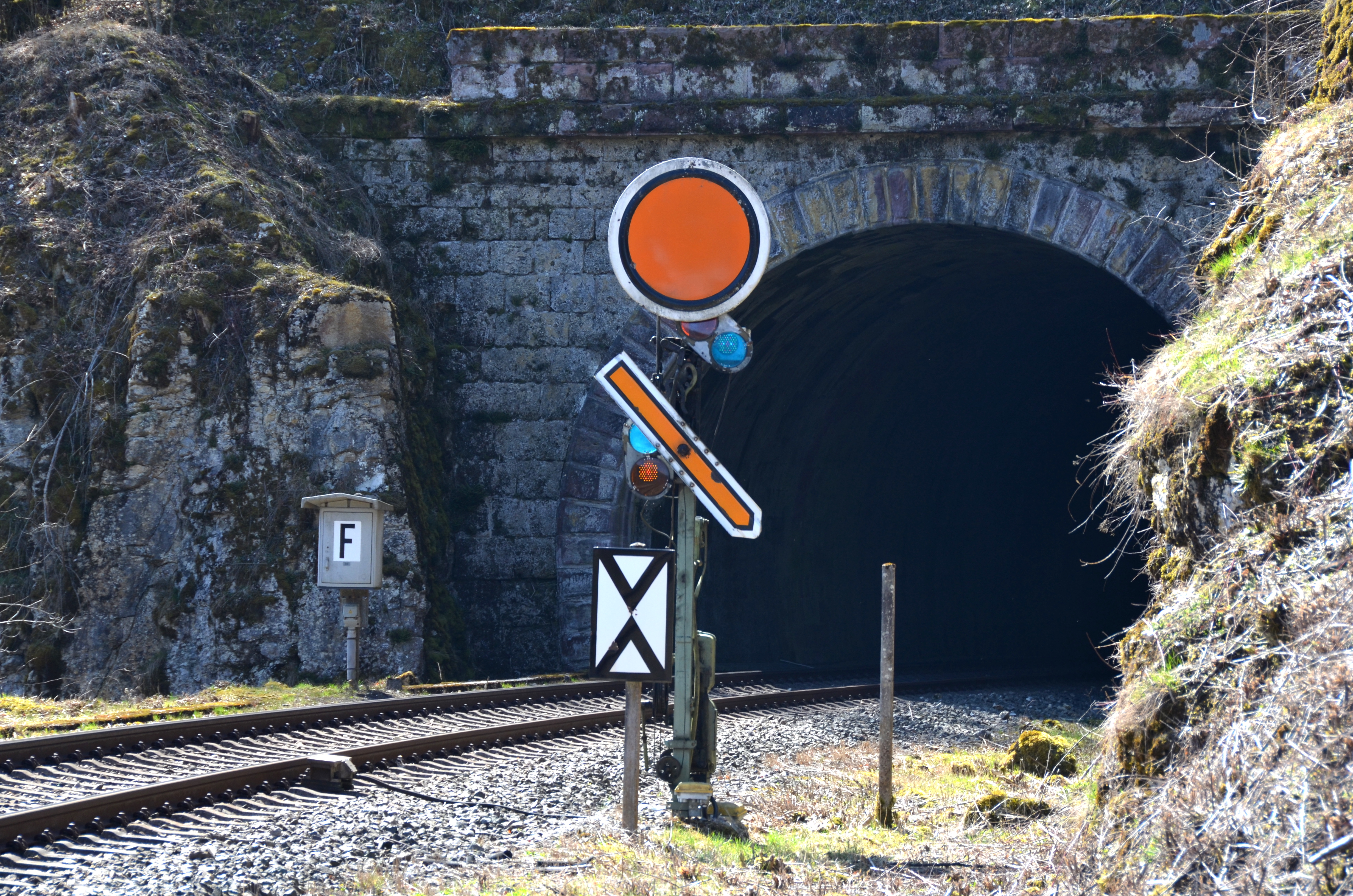
Einfahrvorsignal Vf vom Bf Fridingen (b Tuttlingen)

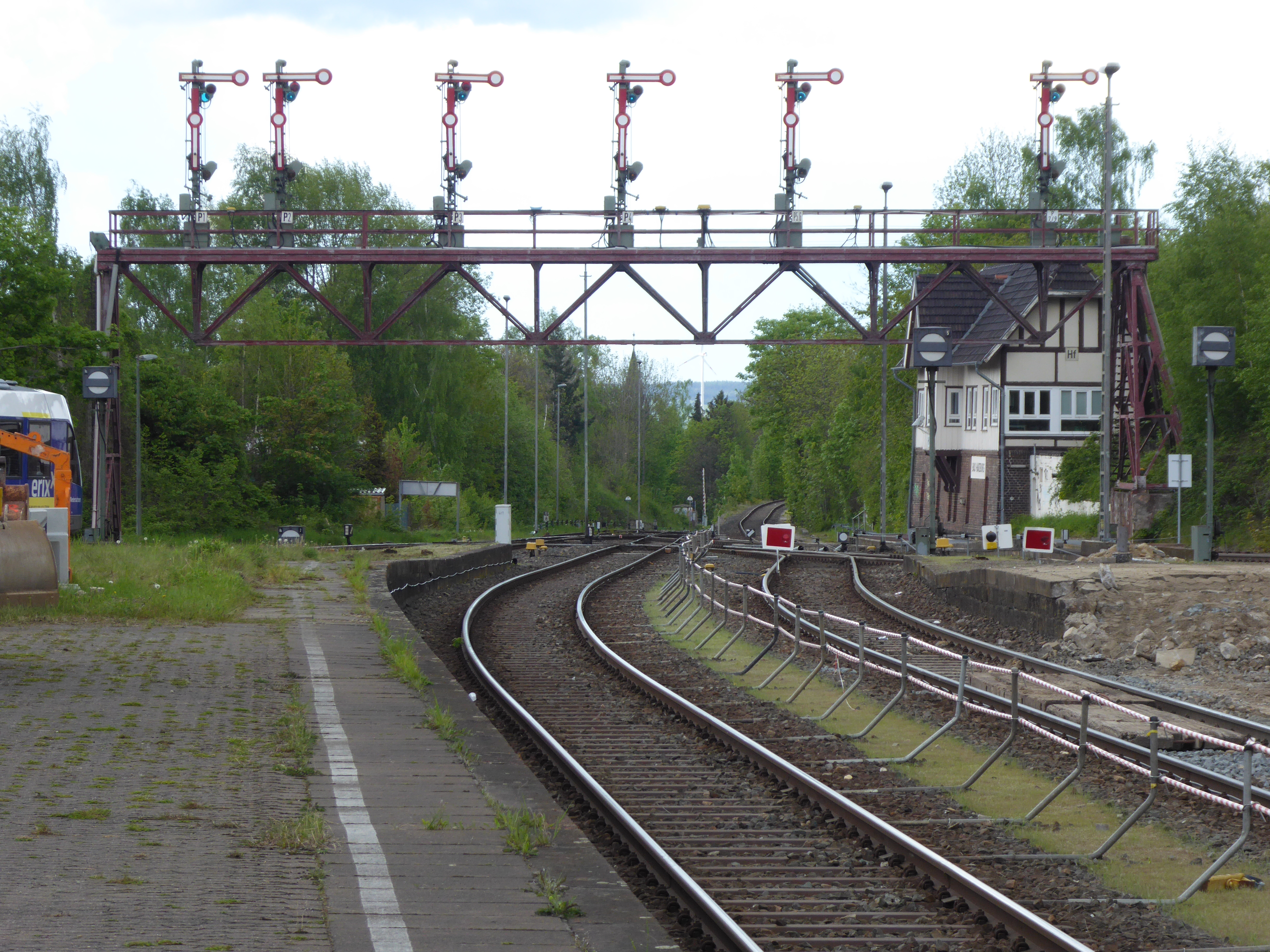
Signalbrücke mit Formsignalen im Kopfbahnhof Bad Harzburg

Ursprünglich hatte zu Beginn der Eisenbahngeschichte in Deutschland jede Eisenbahngesellschaft der Länderbahnen ein eigenes Signalsystem. Erst mit der Gründung der Deutschen Reichsbahn wurde 1924 das deutschlandweit einheitliche H/V-Signalsystem geschaffen. Die Signale werden in Haupt- (Hp) und Vorsignale (Vr) unterschieden. Wegen des langen Bremswegs von Zügen zeigen Vorsignale die Stellung des Hauptsignals in genügendem Abstand (je nach gefahrener Geschwindigkeit 400–1500 Meter) an, damit ein Zug rechtzeitig vor einem Halt zeigenden Signal zum Stehen kommt.
| Formhauptsignal Hp 0 · Vr 0 Formsignal | Formhauptsignal Hp 1 · Vr 1 Formsignal | Formhauptsignal Hp 2 · Vr 2 Formsignal               |
| Hp 0 „Halt!“ und Vr 0 „Halt erwarten“  | Hp 1 „Fahrt“ und Vr 1 „Fahrt erwarten“ | Hp 2 „Langsamfahrt“ und Vr 2 „Langsamfahrt erwarten“ |

Als rechtliche Besonderheit befindet sich am Mast eines Formsignals in Deutschland kein als Signal wirkendes Mastschild, sondern lediglich ein fahrdienstlich unbedeutendes Mastblech. Dies erklärt sich damit, dass ein Formsignal immer einen Signalbegriff anzeigt, während bei einem Lichtsignal alle Lampen erlöschen können.
Gemäß einer Verfügung der Deutschen Reichsbahn vom 24. Oktober 1948 wurde das Nachtsignalbild des Hp 2 zum 1. Dezember 1948 auf ein grünes Licht und einem senkrecht darunter angeordneten gelben Licht umgestellt.
Eine weitere Änderung gab es im Netz der Deutschen Reichsbahn mit dem Signalbuch Ausgabe 1958, gültig ab 1. April 1959. Durch die Einführung des Hl-Signalsystems mussten die nicht mehr identischen Signalbegriffe von Form- und Lichtsignalen auch begriffsmäßig unterschieden werden. Formhauptsignalbegriffe erhielten die Abkürzung Hf und Formvorsignalbegriffe Vf. Im selben Zusammenhang entfiel bei alleinstehenden Vorsignalen die Verdoppelung der Nachtzeichenlichtpunkte, beim Nachtzeichen des Signalbegriffs Vf 2 wechselten zur Sicherheit gegen Verwechselung mit dem Signalbegriff Hl 3a die beiden Lichtpunkte ihren Platz. Seitdem ist der gelbe Lichtpunkt bei diesem Begriff oben. In der Folge wurden anfangs vor allem mechanische Einfahrvorsignale durch Hl-Lichtsignale ersetzt, später betraf das auch weitere Signale. Damit sind im ehemaligen DR-Netz bis heute Bahnhöfe mit Licht- und Formsignalen häufig, während die Deutsche Bundesbahn Vorsignale mit besonders großen Stellwegen mit elektrischen Antrieben ausrüstete und Lichtsignale in der Regel nur bei Stellwerksneubauten aufstellte.

### Frankreich
Das französische Formsignalsystem verwendet zum größten Teil um eine vertikale Achse klappbare Scheiben, die unterschiedliche Formen und Farben aufweisen. Der uneingeschränkte Fahrbegriff (voie libre „Gleis frei“) besteht dabei in der Nichtsichtbarkeit einschränkender Tafeln. Die Bezeichnung der Signalbegriffe basiert teilweise auf dem Aussehen dieser Scheiben, wie beispielsweise carré (rouge) („Absoluthalt“), carré violet („Halt für Rangierfahrten“), semaphore („Flügelsignal“: Blockhalt). Diese Signale werden durch separate, farbige Lichter ergänzt, die je nach Fahrbegriff aufleuchten.

### Großbritannien

Britische Formsignale

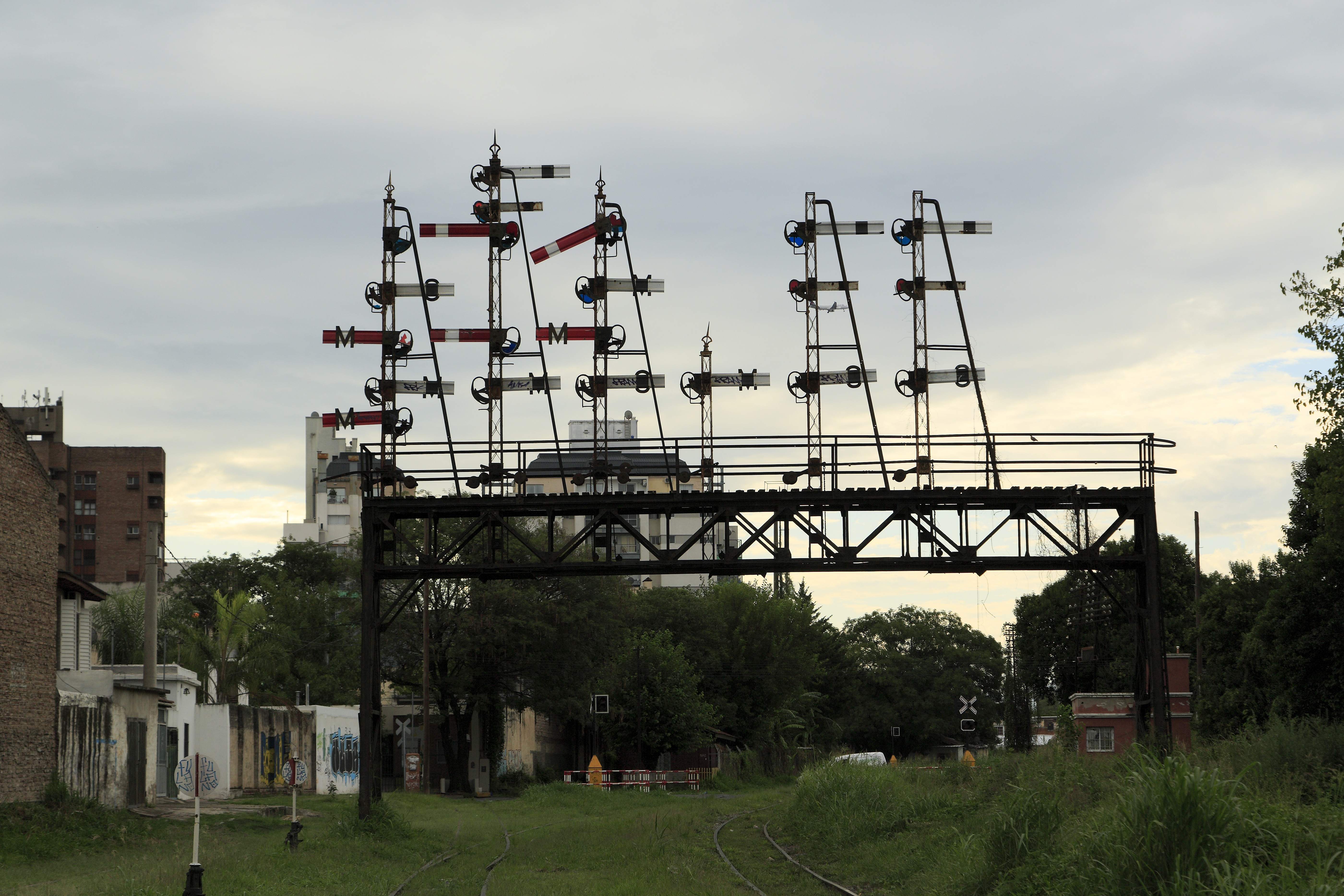
Signalbrücke britischer Art im Bahnhof Alta Córdoba, Argentinien

In Großbritannien wurden Flügelsignale seit 1842/43 eingesetzt. Es war das erste Land der Welt, in dem das geschah. Die traditionellen britischen Semaphor-Signale zeigen in der Grundstellung einen waagerechten Flügel (Halt).
Bei den ab 1870 bei den britischen Eisenbahngesellschaften eingeführten lower quadrant-Signalen („unterer Quadrant“) zeigt der Flügel in Fahrtstellung 45° nach unten. Ein Nachteil dieser Signale war zunächst, dass sie bei Schäden an der Stellmechanik oder den Drahtzügen in der Fahrtstellung verblieben, da sie nicht in die Haltstellung fallen konnten.
Bei den upper quadrant-Signalen („Oberer Quadrant“) zeigt der Flügel für den Fahrt-Begriff 45° nach oben. Sie wurden ab 1924 bei den Bahngesellschaften LNER, LMS und SR eingeführt, da sie bei Schäden an der Stellmechanik oder den Drahtzügen aufgrund der Masseverteilung des Flügels in die Haltstellung zurückfielen. Die GWR hielt hingegen an den lower quadrant-Signalen fest. Später wurden auch die Flügel der lower quadrant-Signale mit Gegengewichten ausgestattet, um im Schadensfall ebenfalls sofort in die Haltstellung zu gelangen.
Zu einem Stellwerksbereich gehören immer ein distant signal (gelber Flügel, fishtailed arm, seine Bedeutung entspricht einem kontinentaleuropäischen Vorsignal) und ein oder mehrere home signals (rote Flügel, sie sind Hauptsignalen vergleichbar und zeigen den freigegebenen Fahrtverlauf im Stellwerksbereich an). Eine weitere Eigenheit der britischen Formsignale sind die Signalkombinationen, da bei Verzweigungen für jede abzweigende Fahrmöglichkeit ein zusätzlicher Nebenmast mit eigenen Flügeln angeordnet wird. Signalbrücken an Bahnhofsausfahrten können daher sehr komplex gestaltet sein. Ebenfalls üblich sind auf ein einfaches Einfahrsignal folgende Wegesignale, die den Triebfahrzeugführern den weiteren Fahrweg anzeigen. Der Flügel eines distant signal unterschied sich vom home signal anfangs nur durch einen schwalbenschwanzförmigen Einschnitt am freien Ende, auch die Farben der Nachtzeichen entsprachen denen der home signals. Nachdem es durch Signalverwechselungen zu schweren Unfällen gekommen war, erhielten die Flügel der distant signals eine auffällig abweichende Farbgebung und einen gelben Lichtpunkt als Nachtzeichen in Warnstellung.
Das britische System gelangte durch das britische Kolonialreich in viele Teile der Welt, es wurde durch von britischen Gesellschaften gebaute Eisenbahnstrecken auch in Länder wie Argentinien oder Japan exportiert, die nie britische Kolonien waren.

### Niederlande
Die niederländischen Eisenbahnen haben viele technische Entwicklungen von den britischen Bahnen übernommen. Auch hier gibt es lower quadrant-Signale, allerdings mit von den britischen Signalen abweichenden Flügelformen.

### Österreich
Die österreichischen Haupt- und Vorsignale sehen jenen in Deutschland sehr ähnlich. Allerdings gab es in Österreich – ausgenommen während des Anschlusses an das deutsche Reich – keine dreibegriffigen Vorsignale. Auch Sperrsignale gab es in Österreich nicht als Formsignale, stattdessen aber Form-Verschubsignale.

### Schweden

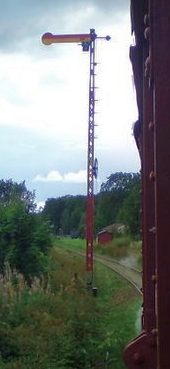
Schwedisches Flügelsignal

In Schweden werden seit vielen Jahren fast ausschließlich Lichtsignale eingesetzt. Allerdings sind auf der Inlandsbahn oder bei Museumsbahnen einige Formsignale („Semafor“) erhalten geblieben. Schwedische Flügelsignale ähneln den deutschen, nur dass sie auf der linken Streckenseite aufgestellt sind und demzufolge in Fahrtstellung der Flügel nach links oben zeigt.
Der Bahnhof Moskosel an der Inlandsbahn ist seit 2013 wieder stundenweise besetzt und dürfte somit der einzige Bahnhof sein, der sich im Besitz des Staates befindet, bei dem die alte Technik noch genutzt wird. Da Formsignale nicht mehr im aktuellen Signalbuch aufgeführt sind, ist eine extra Anlage für den Bahnhof in der Streckenbeschreibung notwendig.

### Schweiz
In der Schweiz wurden Formsignale im Signalsystem M (mechanisch) verwendet. Dieses wurde seit den 1940er Jahren durch das Signalsystem L (Lichtzeichen) und später durch das 1986 eingeführte Signalsystem N (numerische Geschwindigkeitsanzeige) abgelöst.

### Nordamerika
In Nordamerika wurden sehr verschiedenartige Formsignale eingesetzt, von Ballonsignalen über drehbare Arm- und Scheibensignale bis zu Flügelsignalen. Bald nach der Erfindung des Gleisstromkreises (1871) wurden die ersten automatischen Blocksysteme entwickelt, für die elektrisch angetriebene Semaphore gebaut wurden. Fast alle dieser Signale waren Anfang des einundzwanzigsten Jahrhunderts verschwunden.